# Catherine Hall
Catherine Hall, född 1946 i Northamptonshire, är professor i modern brittisk social- och kulturhistoria vid University College London.
Catherine Halls forskning rör sig kring det brittiska imperiet under 1800- och 1900-hundratalet och då speciellt relationerna mellan metropol, centrum av Brittiska imperiet, och koloni. I en rad verk har hon utforskat hur imperiet påverkade livet i metropolen, hur imperiet påverkade samhället "hemma" och hur engelska identiteter, kvinnliga som manliga, konstruerades i relation till flera "others" inom imperiets gränser.  'Civilising Subjects', Halls kanske mest spridda verk, tar just sin utgångspunkt i den process av identitetsskapande av både kolonisatör och de koloniserade som skedde i England och Jamaica under perioden 1830-1860.